# Pasa (Tungurahua)
Pasa, auch San Antonio de Pasa, ist eine Ortschaft und eine Parroquia rural („ländliches Kirchspiel“) im Kanton Ambato der ecuadorianischen Provinz Tungurahua. Die Parroquia besitzt eine Fläche von 48,57 km². Die Einwohnerzahl lag im Jahr 2010 bei 6499.

## Lage
Die Parroquia Pasa liegt im Anden-Hochtal von Zentral-Ecuador im Nordwesten der Provinz Tungurahua. Der 3100 m hoch gelegene Hauptort befindet sich 12 km westlich der Provinzhauptstadt Ambato. Die Parroquia liegt am Nordufer des Río Ambato. Im Osten wird die Parroquia vom Flusslauf des Río Alajúa begrenzt. Im Norden reicht das Gebiet bis zum Gipfel des 4429 m hohen Casahuala.
Die Parroquia Pasa grenzt im Osten an die Parroquia Quisapincha, im Südosten an die Parroquias Santa Rosa, Juan Benigno Vela und Pilahuín sowie im Südwesten und im Westen an die Parroquia San Fernando.